# The Soft Parade
The Soft Parade är musikgruppen The Doors fjärde studioalbum, släppt i juli 1969. Detta album är präglat av blåsinstrument, något som angivits som en orsak till att det blev något mindre framgångsrikt än deras tidigare album. "Touch Me" blev skivans största hit och är en av The Doors populäraste låtar.

## Låtlista
Sida ett
1. "Tell All the People" (Robbie Krieger) - 3:21
2. "Touch Me" (The Doors) - 3:12
3. "Shaman's Blues" (The Doors) - 4:48
4. "Do It" (Robbie Krieger/Jim Morrison) - 3:09
5. "Easy Ride" (Jim Morrison) - 2:43

Sida två
1. "Wild Child" (The Doors) - 2:36
2. "Runnin' Blue" (Robbie Krieger) - 2:27
3. "Wishful Sinful" (Robbie Krieger) - 2:58
4. "The Soft Parade" (The Doors) - 8:36

## Medverkande på inspelningen
- Jim Morrison: Sång
- Robbie Krieger: Gitarr (refrängsång på "Runnin' Blue")
- Ray Manzarek: Piano och orgel
- John Densmore: Trummor
- Harvey Brooks: Bas
- Doug Lubahn: Bas
- Curtis Amy: Saxofonsolon
- George Bohanan: Trombonsolon
- Champ Webb: Engelskt horn
- Jesse Mc Reynolds: Mandolin
- Jimmy Buchanan: Fiol
- Reinol Andino: Conga

### Övriga medverkande
- Paul A. Rothchild: Producent
- Bruce Botnick: Inspelningstekniker
- Paul Harris: Dirigent och orkesterarrangemang
- Joel Brodsky: Omslagsfoto framsida
- Peter Schaumann: Illustration insida
- William S.Harvey: Omslagskoncept

## Listplaceringar
| Lista (1969)  | Position          |
| ------------- | ----------------- |
| Danmark       | 3                 |
| Frankrike     | 8                 |
| Kanada        | 4 (RPM)           |
| Nederländerna | 4                 |
| Sverige       | 13 (Kvällstoppen) |
| USA           | 6 (Billboard 200) |
| Västtyskland  | 33                |